# Ursula Schröder Feinen
Ursula Schröder-Feinen (* 21 de julio de 1936, Gelsenkirchen, Alemania- † 9 de febrero de 2005, Bonn) fue una notable soprano dramática alemana que tuvo una breve carrera en la década de los 70.
Debutó en 1958 en la ópera de su ciudad natal. Perteneció al ensemble de la Deutsche Oper am Rhein en Düsseldorf-Duisburg desde 1968 a 1972.
Cantó en festivales, en La Scala de Milán, Múnich, Essen, Hannover, Ópera Alemana de Berlín, Stuttgart, Lyric Opera of Chicago, la Ópera de San Francisco, Ginebra, Festival de Edimburgo, París, etc.
En el Metropolitan Opera de Nueva York debutó en 1970 como Crysotemis en Elektra (ópera)Elektra junto a Birgit Nilsson y Regina Resnik dirigidos por Karl Böhm, regresando como Brünnhilde en Siegfried en 1972, en 1976 como Elektra y en 1978 como la Tintorera en La mujer sin sombra junto a Leonie Rysanek y James King también dirigidos por Karl Böhm. 
Cantó en el Festival de Bayreuth desde 1971 (Senta en El holandés errante) a 1975, cantando Brünnhilde en el Anillo (1973), Ortrud en Lohengrin (1972) y Kundry en Parsifal (1975).
Entre sus personajes más destacados figuran Leonora de Fidelio, Elektra de Richard Strauss- que cantó en la Ópera Estatal de Viena junto a Gwyneth Jones y Christa Ludwig en 1977 -Salomé, La mujer sin sombra, Isolda, Kundry de Parsifal - que cantó en la Ópera de Roma en 1970 y La valquiria de El anillo del nibelungo de Richard Wagner.
Otros papeles fueron Aida, Tosca, Turandot, Alceste y Jenufa.
Grabó la ópera Hans Heiling de Marschner dirigida por G. Albrecht.